# Onychorhynchidae
Famille
Les Onychorhynchidae sont une famille d'oiseaux de l'ordre des Passeriformes, répandus à travers l'écozone néotropicale. 

## Liste des genres
- Onychorhynchus Fischer von Waldheim, 1810 (2 espèces)
- Myiobius Gray, 1839 (4 espèces)
- Terenotriccus Ridgway, 1905 (1 espèce)

## Description
Ce sont des oiseaux de taille petite à moyenne, au corps cylindrique à ovale et au plumage brunâtre, brun-rougeâtre, beige, orange et gris. La tête est relativement grosse, le cou court et épais. Le bec est droit et fort et présente souvent un petit crochet à l'extrémité supérieure. Des plumes hérissées ornent la base du bec. Les pattes sont courtes et les pieds petits. Les oiseaux se perchent relativement droit. Les mâles sont généralement plus colorés que les femelles.
Ils peuplent forêts tropicales humides, de nuage élevées et parfois sèches semi-ouvertes. Ils se nourrissent principalement d'invertébrés. La biologie de reproduction de cette famille est mal connue. Ils sont vraisemblablement monogames et construisent de grands nids sphériques suspendus, dotés d'une chambre intérieure et d'une entrée latérale. La couvée comprend généralement deux œufs. L'incubation dure entre 14 et 24 jours, et les jeunes éclosent après 25 à 30 jours.